# Miyamoto (cratera)
Miyamoto é uma cratera em Marte, a oeste de Meridiani Planum. A cratera possui 160 km de diâmetro. A metade nordeste da cratera é preenchida por rochas formadas na presença de água e inclui minerais de ferro e enxofre, que provavelmente se depositaram no leito de lagos ou sistemas subterrâneos. Na metade sudoeste do solo da cratera, a erosão removeu estes materiais, assim revelando a argila e outros materiais como aqueles encontrados nas rochas marcianas mais antigas. Com mais de 3.5 bilhões de anos de idade, elas datam da era Noachiana, uma época em que água líquida estivera provavelmente presente criando um ambiente favorável à vida.
Miyamoto vem sendo considerada como um possível local de pouso para a sonda Mars Science Laboratory.

## Mars Science Laboratory
Vários sítios no quadrângulo de Margaritifer Sinus foram propostos como áreas para o envio do próximo veículo da NASA, o Mars Science Laboratory. A cratera Miyamoto foi um dos 7 locais escolhidos.  Entre os primeiros 33 locais propostos está Iani Chaos.  Acredita-se que a cratera Holden abrigou um lago no passado. A cratera Eberswalde contém um delta.  Há muitas evidências de que a cratera Miyamoto abrigou rios e lagos. Muitos minerais como argilas, cloretos, sulfatos, e óxidos ferrosos, foram descobertos por lá.  A cratera Miyamoto apresenta um relevo invertido, na forma de canais invertidos. Canais invertidos se formam a partir de sedimentos acumulados cimentados por minerais. Esses canais se erodiram para a superfície, cobrindo então toda a área com sedimentos. Quando os sedimentos foram posteriormente erodidos, o lugar onde o rio existira permaneceu pois o material endurecido era resistente à erosão.
Em um artigo publicado em janeiro de 2010, uma grande equipe de cientistas apoiou a proposta para a busca por vida na cratera Miyamoto devido aos canais de fluxo invertidos e minerais que indicam a presença de água no passado. 
O objetivo da Mars Science Laboratory é procurar por antigos sinais de vida. Espera-se que uma missão posterior possa então retornar amostras de locais que a Mars Science Laboratory tiver identificado como possíveis sítios contendo antigos vestígios de vida. Para trazer a sonda à terra com segurança, um círculo plano, suave, medindo 19,31 km de largura será necessário. Geólogos esperam examinar locais onde a água formara lagoas.  Eles gostariam de examinar camadas sedimentares.